# Friedrich August (Mathematiker)

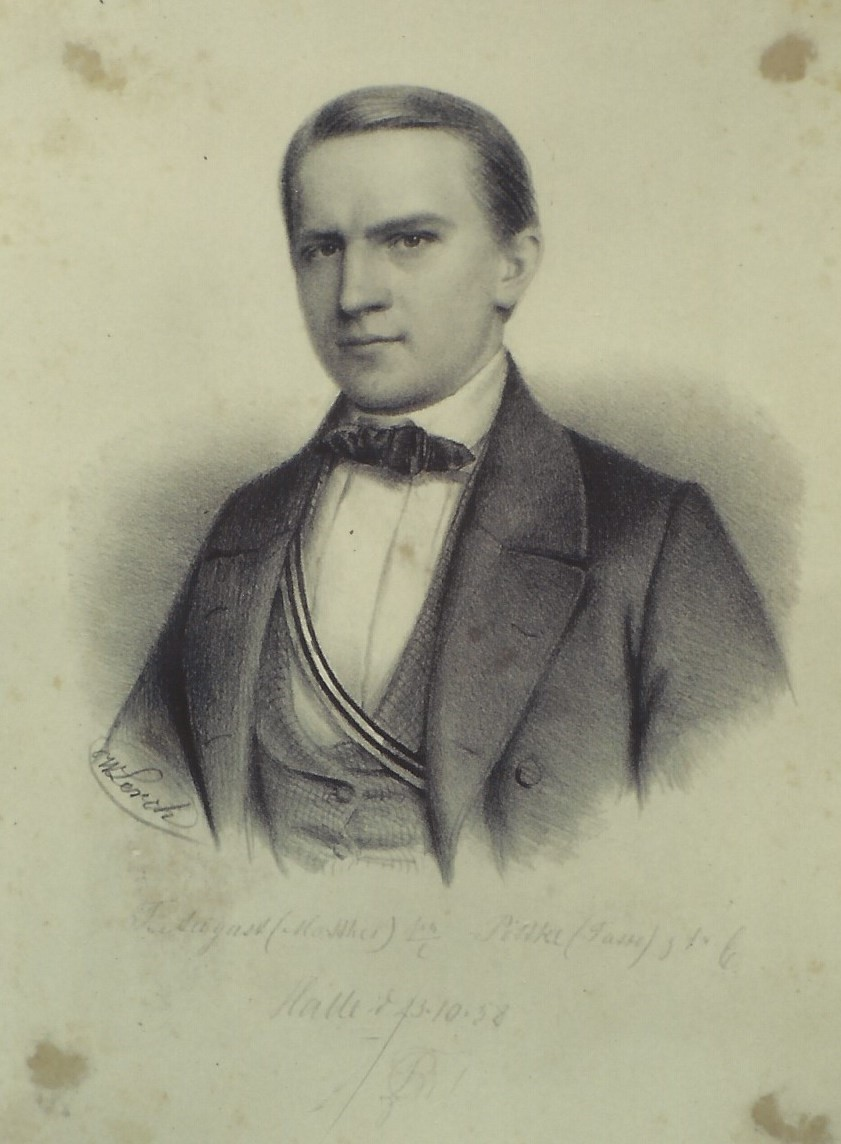
Friedrich August

Friedrich August (* 27. September 1840 in Berlin; † 8. Januar 1900 ebenda) war ein deutscher Mathematiklehrer. Er nahm an allen drei Einigungskriegen teil.

## Leben
August besuchte das Köllnische Realgymnasium, dessen Direktor Ernst Ferdinand August (wohl der Vater) war. Nach dem Abitur studierte er ab Ostern 1858 an der Friedrichs-Universität Halle Mathematik und Physik. Am 7. August 1858 wurde er im Corps Neoborussia Halle recipiert. Ein Gleichzeitiger war Adolf Schumann. Ostern 1859 wechselte er auf Wunsch seines Vaters an die Friedrich-Wilhelms-Universität zu Berlin. Im Februar 1862 wurde er zum Dr. phil. promoviert. Im Mai desselben Jahres bestand er das Examen pro facultate docendi. Darauf trat er in das mathematische Seminar unter der Leitung von Karl Heinrich Schellbach, später in das Seminar für gelehrte Schulen. 1864 zog er als Unteroffizier d. R. in den Deutsch-Dänischen Krieg. Probelehrer war er ab Oktober 1864 an seiner früheren Schule, dem Köllnischen Gymnasium. Ostern 1865 kam er als ordentlicher Lehrer an das Friedrichs-Gymnasium Berlin. 1866 zog er in den Deutschen Krieg. Nebenamtlich unterrichtete er ab 1867 an der Vereinigten Artillerie- und Ingenieurschule. Seit Ostern 1870 Oberlehrer an der Friedrichsschule, machte er auch den dritten Einigungskrieg, den Feldzug gegen Frankreich, mit. Mit der Gründung des Humboldt-Gymnasiums in der Gartenstraße (Berlin-Mitte) wechselte er dorthin. An der Artillerie- und Ingenieurschule wurde er 1877 zum hauptamtlichen Professor ernannt. Im August 1884 verlobte er sich mit Emmy Schumann. Er wurde 59 Jahre alt.

## Ehrungen
- Rettungsmedaille am Band (Preußen)[6]
- Roter Adlerorden IV. Klasse (Wintersemester 1886/87)

## Schriften (Auswahl)
- Untersuchungen über das Imaginäre in der Geometrie. In: Friedrichs-Realschule. (Berlin). Jahresbericht. 1872, ZDB-ID 1316984-1, S. 3–28.
- Elemente der Arithmetik für die Mittelklassen höherer Schulen und zur Repetition in den oberen Klassen. Winckelmann und Söhne, Berlin 1875, (Digitalisat).
- Neubearbeitung von: Ernst F. August: Vollständige logarithmische und trigonometrische Tafeln. (11. Auflage, 1876 bis 21. Auflage, 1897).
- Ueber eine conforme Abbildungen der Erde nach der epicykloidischen Projektion. In: Zeitschrift der Gesellschaft für Erdkunde zu Berlin. Band 9, 1874, ISSN 1614-2055, S. 1–22.
- Ueber die günstigste Form der Geschoßspitzen nach der Newtonschen Theorie. In: Archiv für die Artillerie- und Ingenieur-Offiziere des deutschen Reichsheeres. Jahrgang 51 = Band 94, 1887, ZDB-ID 131404-X, S. 1–29.
- Ueber Körperketten. In: Zeitschrift für Mathematik und Physik. Band 31, 1886, S. 348–361.
- Ueber die Bewegung von Ketten in Curven. In: Zeitschrift für Mathematik und Physik. Band 33, 1888, S. 321–336.
- Ueber die Bewegung freier Ketten in rotirenden Linien. In: Zeitschrift für Mathematik und Physik. Band 35, 1890, S. 97–120.